# Toshinobu Katsuya
Toshinobu Katsuya (勝矢 寿延 Katsuya Toshinobu?,  nacido el 2 de septiembre de 1961 en Nagasaki) es un exfutbolista japonés. Jugaba de defensa y su último club fue el Cerezo Osaka de Japón.

## Trayectoria

### Clubes
| Club                           | País  | Año                     |
| ------------------------------ | ----- | ----------------------- |
| Honda F.C.                     | Japón | 1984 - 1991             |
| Nissan Motors Yokohama Marinos | Japón | 1991 - 1992 1992 - 1993 |
| Júbilo Iwata                   | Japón | 1994 - 1997             |
| Cerezo Osaka                   | Japón | 1998                    |

### Selección nacional
| Selección | País  | Año         |
| --------- | ----- | ----------- |
| Absoluta  | Japón | 1985 - 1993 |

## Estadísticas

### Selección nacional
| Selección de Japón | Selección de Japón | Selección de Japón |
| Año                | Part.              | Goles              |
| ------------------ | ------------------ | ------------------ |
| 1985               | 2                  | 0                  |
| 1986               | 4                  | 0                  |
| 1987               | 6                  | 0                  |
| 1988               | 0                  | 0                  |
| 1989               | 0                  | 0                  |
| 1990               | 0                  | 0                  |
| 1991               | 0                  | 0                  |
| 1992               | 9                  | 0                  |
| 1993               | 6                  | 0                  |
| Total              | 27                 | 0                  |

### Participaciones en Copa Asiática
| Copa               | Sede  | Resultado | Partidos | Goles |
| ------------------ | ----- | --------- | -------- | ----- |
| Copa Asiática 1992 | Japón | Campeón   | 3        | 0     |

## Palmarés

### Títulos nacionales
| Título             | Club             | País  | Año  |
| ------------------ | ---------------- | ----- | ---- |
| Copa del Emperador | Nissan Motors    | Japón | 1991 |
| Copa del Emperador | Yokohama Marinos | Japón | 1992 |
| J1 League          | Júbilo Iwata     | Japón | 1997 |

### Títulos internacionales
| Título           | Club (*)           | Sede      | Año  |
| ---------------- | ------------------ | --------- | ---- |
| Recopa de la AFC | Nissan Motors      | Yokohama  | 1992 |
| Copa Asiática    | Selección de Japón | Hiroshima | 1992 |
| Recopa de la AFC | Yokohama Marinos   | Teherán   | 1993 |

(*) Incluyendo la selección

### Distinciones individuales
| Distinción                  | Año  |
| --------------------------- | ---- |
| Japan Soccer League Best XI | 1986 |
| Japan Soccer League Best XI | 1987 |